# Nadukuthagai
Nadukuthagai es una ciudad censal situada en el distrito de Tiruvallur en el estado de Tamil Nadu (India). Su población es de 9251 habitantes (2011). Se encuentra a 15 km de Tiruvallur y a 27 km de Chennai.

## Demografía
Según el censo de 2011 la población de Nadukuthagai era de 9251 habitantes, de los cuales 4603 eran hombres y 4648 eran mujeres. Nadukuthagai tiene una tasa media de alfabetización del 88,99%, superior a la media estatal del 80,09%: la alfabetización masculina es del 94,46%, y la alfabetización femenina del 83,64%.